# Geluidsdragers in de tijd
In de negentiende eeuw ontstonden de eerste geluidsdragers. De technieken om geluid vast te leggen ondergingen in de eeuw daarop een enorme evolutie. Hieronder een overzicht van de fonograaf van Edison tot het ontstaan van mp3-spelers en streaming audio.

## Geschiedenis

### 1857-1860
De Fransman Léon Scott deed onderzoek naar geluid en ontwikkelde de fonautograaf om frequenties van (stem)geluid te bepalen. De eerste verstaanbare opname van een menselijke stem is het lied "Au Clair de la Lune" dat hij op 9 april 1860 zong op zijn "fonautograaf". Dit instrument, waarop hij in 1857 patent verkreeg, maakte gebruik van een geluidsdrager bestaande uit beroet papier dat rond een cilinder werd gewikkeld en waarin het geluid met een stift werd gekrast. Destijds realiseerde hij zich nog niet dat het instrument de daadwerkelijke geluidsgolf slechts opnam en dat er ook een afspeelmechanisme nodig was om het geluid te reproduceren. Pas in 2008 werd deze opname gereconstrueerd en kon de oude opname beluisterd worden.

### 1877-1900
1877: Thomas Alva Edison maakt bekend dat hij een fonograaf heeft ontwikkeld, waarmee voor het eerst geluid kan worden opgenomen en afgespeeld. Hiervoor maakt hij gebruik van een cilinder waarin een spiraalvormige groef is gemaakt. Om de cilinder is stannioolfolie gespannen, en met een naald worden de trilling van het geluid in een verticale beweging in het folie gegraveerd.
1886: Chichester Bell en Charles Sumner Tainter verkrijgen een patent op grafofoon, een systeem waarbij geluid kan worden opgenomen op een cilinder met daaromheen een laag van was. Hier wordt ook gebruikgemaakt van een verticale naaldbeweging.
1887: Emile Berliner patenteert zijn "Gramophone", een apparaat dat voor het eerst lijkt op de platenspeler zoals we die in de rest van de 20e eeuw hebben gekend. Hij maakt gebruik van een zinken schijf waarop een mengsel van bijenwas en benzine-oplossing is aangebracht. Tijdens de opname krast de naald in deze laag. Na afloop wordt de schijf in een bad van chroom en azijn gedompeld, waardoor de weggekraste plekken worden geëtst. Hierna is de opname afspeelbaar. Bij deze techniek wordt gebruikgemaakt van zijschrift, waarbij de naald zijdelings beweegt, in plaats van op-en-neer.
1892: Berliner brengt op commerciële basis grammofoonplaten van 12,5 cm (5 inch) op de markt. Drie jaar later ook 17,5 cm-platen (7 inch).
1898: De productie van schellak komt op gang. Dit materiaal is tot in de jaren 50 van de 20e eeuw gebruikt voor het vervaardigen van grammofoonplaten. In datzelfde jaar demonstreert Valdemar Poulsen zijn "Telegrafoon". Het is de eerste vorm van magnetische geluidsregistratie en is ontwikkeld om telefoongesprekken op te nemen. Hiervoor gebruikt hij een gemagnetiseerde draad die met hoge snelheid langs een opnamekop wordt getransporteerd. De geluidskwaliteit is echter abominabel.

### 1900-1950
1901: De Victor Talking Machine Company brengt de bekende 25,0 cm (10 inch) grammofoonplaat op de markt.
1901: De 30 cm-(12 inch-)grammofoonplaat komt uit. Waarop vooral klassieke muziek wordt uitgebracht, ondanks het feit dat deze platen nog slechts 5 minuten muziek kunnen bevatten.
1908: Onder druk van het publiek komen rond deze tijd de eerste tweezijdig bespeelbare grammofoonplaten uit. Hierdoor komt het Edison-systeem met de cilinderopnamen onder druk te staan.
1912: Edison introduceert de "Blue Amberol"-cilinder. Deze verbeterde versie van zijn Fonograaf heeft een speeltijd van ongeveer 4 minuten bij een omwentelsnelheid van 160 toeren. Door productieproblemen is deze uitvinding nooit een succes geworden. En na zich er jaren tegen te hebben verzet, gaat Edison overstag en start, naast cilinders, ook met de productie van grammofoonplaten.
1918: Het patent op het registreren van trilling met een zijwaartse naaldbeweging op een schijf verloopt. Het gevolg is dat vele bedrijven zich storten op de productie van grammofoonplaten waardoor de populariteit van de grammofoonplaat enorm stijgt, dit ten koste van Edisons cilinderopnamen.
1923: Lee de Forest vraagt een patent aan voor een techniek om geluid aan een film toe te voegen. Hij maakt enkele korte experimentele geluidsfilms. Drie jaar later, in 1927, komt de film The Jazz Singer uit, die wordt beschouwd als de eerste "gesproken" speelfilm. Bij deze eerste films is de feitelijke geluidsdrager niet de film zelf, maar een grammofoonplaat die (in theorie) synchroon met de filmbeelden draait.
1925: Door de komst van elektrische opname- en afspeelapparatuur, komt er ook een gestandaardiseerde omwentelsnelheid voor de grammofoonplaat: 78 toeren per minuut. Tot die tijd varieerde de snelheid per fabrikant tussen 60 en 80 toeren.
1928: Fritz Pfleumer krijgt patent op zijn uitvinding voor het gebruik van magnetisch poeder op papier. De rechten op dit octrooi zou later door AEG worden overgenomen.
1929: Edison staakt de productie van cilinderopnamen.
1930: RCA-Victor introduceert een langspeelplaat van vinyl op een snelheid van 33 1/3 toeren per minuut. Dit wordt echter een commerciële flop: de weinige platenspelers die deze platen kunnen afspelen zijn duur, en mogelijke klanten hebben nog altijd de hand op de knip vanwege de grote depressie.
1931: Bell Labs beschikt over een prototype van een staalbandrecorder als telefoon-antwoordapparaat. De machine is nooit in productie genomen omdat het Amerikaanse telefoonbedrijf "AT&T" het verbiedt om dergelijke apparaten te gebruiken op openbare telefoonlijnen.
1932: Tijdens de kerstuitzending maakt de Britse BBC als eerste ter wereld gebruik van een magnetische opname. Het is een enorme machine waarop een staalband wordt afgespeeld. De band van 3 mm breed en 0,08 mm dik, draait met een snelheid van 1,5 meter per seconde om de gewenste geluidskwaliteit te produceren. Voor een opname van een half uur is een band van 2,7 kilometer nodig, waardoor een spoel wel 25 kg weegt. In verband met de veiligheid, staat het apparaat in een afzonderlijke ruimte en wordt bediend via afstandsbediening. Het breken van de vlijmscherpe staalband zou door de hoge snelheid bij het personeel gemakkelijk ernstige verwondingen, of erger kunnen veroorzaken.
1935: Ontwikkelaars bij het Duitse AEG presenteren de "K1 magnetophon", de eerste recorder die gebruikmaakt van een papieren band met een laag van ijzeroxide-poeder, die ontwikkeld is door BASF.
1943: Door een explosie als gevolg van een ongeluk in 1942 bij BASF in Ludwigshafen, gaat de hele productie-eenheid van de papieren geluidsband verloren. Hierdoor is men gedwongen snel te zoeken naar een alternatief en dat resulteert in pvc-band.
1946: De Amerikaanse majoor en technicus Jack Mullin weet twee buitgemaakte Duitse AEG K4 magnetophons in onderdelen mee naar San Francisco te nemen, samen met stapels BASF-banden. Samen met zijn partner Bill Palmer weet hij de recorders in elkaar te zetten, gedeeltelijk met Amerikaanse onderdelen. Zij gaan een samenwerking aan met het kleine elektronicabedrijfje Ampex. Via de omroep ABC raakt de entertainer Bing Crosby ook op de hoogte van het bestaan van deze machines. Hij ziet grote voordelen in het van tevoren opnemen van zijn radioshows, en investeert uit eigen zak de verdere ontwikkeling van deze Ampexbandrecorders.
1948: De eerste commerciële bandrecorder komt in de Verenigde Staten op de markt, de "Ampex 200". In datzelfde jaar introduceert Columbia Records de 12 inch-vinyl langspeelplaat op 33 1/3 toeren.
1949: RCA-Victor introduceert de 18 cm grote 7 inch-vinyl-single op 45 toeren. De single heeft een groot rond gat in het midden, zodat het in automatische platenwisselaars gebruikt kan worden. In de eerste jaren zijn sommige singles ook weleens gemaakt van polystyreen.

### 1950-1990
1959: In de Verenigde Staten wordt de NAB-cartridge ontwikkeld. Dit is een cassette die speciaal bedoeld is voor het afspelen van jingles en reclamespots in radio-uitzendingen. Het principe van deze cassette is gebaseerd op een band die in een eindeloze lus is opgewonden op een enkele haspel. Deze haspel is aan de bovenkant open, waardoor de band vanuit de binnenkant van de spoel via enkele geleiders langs de weergavekop wordt geleid om vervolgens aan de buitenkant van de spoel weer opgewikkeld te worden. De bandsnelheid is 19 cm/sec.
1963: Een opleving van de geluidsband: Philips introduceert in Europa de Compact cassette. De Verenigde Staten is een jaar later aan de beurt. De speelduur van de cassettes is 60 of 90 minuten, tot tweemaal zo lang als die van de lp. De cassette is in eerste instantie bedoeld voor spraakopnamen. Twee jaar later komen de eerste voorbespeelde muziekcassettes op de markt.
1964: De 8 sporencassette wordt geïntroduceerd. Deze consumentenuitvoering van de NAB-cartridge uit 1959 is geschikt gemaakt voor het afspelen van complete muziekalbums. De band is verdeeld in 8 sporen (4 stereosporen), waarbij de band draait op 9,5 cm/sec. De band is in een eindeloze lus gelast en op de las is een metalen stripje geplakt. Dit zorgt ervoor dat de afspeelkop haaks op de band verschuift naar het volgende stereospoor. In Nederland is de 8-track nooit een groot succes geworden. Dit in tegenstelling tot de Verenigde Staten waar het tot in de jaren 80, vooral in autoradio's, naast de compact cassette heeft bestaan.
1976: De introductie van de 12 inch-single. Op een 12 inchsingle, in de begintijd ook wel discosingle genoemd, staat meestal een geremixte of langere versie van de muziek zoals die op een gewone 7 inchsingle staat. Ook komt het voor dat er op een kant van een 12 inchsingle twee of drie kortere stukken staan.
1977: In 1977 wordt de eerste PCM-adapter geïntroduceerd. Met dit apparaat wordt een analoog geluidssignaal gedigitaliseerd en daarna op een tv-signaal gemoduleerd, zodat dit signaal door een normale videorecorder opgenomen kan worden. Omgekeerd kan de videorecorder het signaal afspelen, waarna de PCM-adapter het converteert naar een analoog geluidssignaal. Daarmee is dit het eerste apparaat dat het consumenten mogelijk maakte muziek digitaal op te nemen en af te spelen.
1982: Introductie van de compact disc. Bij deze uitvinding van Philips en Sony worden de gegevens afgelezen zonder fysiek contact met het medium. Met behulp van een spiegelmechanisme wordt een gereflecteerde laserstraal afgebogen, waarbij de reeks digitale "nullen" en "enen" als geluid wordt geïnterpreteerd. Op een normale audio-cd wordt ongecomprimeerd geluid opgeslagen en kan 45 tot 80 minuten muziek worden opgeslagen.
1984: Philips wil zich midden jaren 80 afficheren als de uitvinder van de compact discs (wat niet helemaal waar is, omdat de nieuwe geluidsdrager samen met Sony is ontwikkeld). Daarom wordt in dit jaar een campagne gelanceerd om het cd-formaat en de cd-spelers van Philips te promoten. De elektronicafabrikant maakte daarvoor gebruik van het nieuwe album van Dire Straits, Brothers in Arms, omdat deze plaat de voordelen van de cd prima kan ondersteunen: een perfecte geluidskwaliteit en songs die een groot publiek zullen aanspreken. In dit jaar brengt Sony ook de eerste draagbare cd-speler uit onder de naam Discman.
1985: De Hi-Fi VHS-videorecorder wordt geïntroduceerd. Deze recorder kan worden gebruikt als zeer hoogwaardige geluidsdrager.
1986: De compact disc wordt ook geschikt gemaakt om computer- en videogegevens op te slaan.
1988: Philips en Sony ontwikkelen de eerste opneembare cd onder de naam CD-WO (Write Once). Het zal nog zes jaar duren voordat de eerste commerciële exemplaren op de markt komen.

### 1990-2000
1990: Sony brengt de MiniDisc (MD) uit. De MD lijkt op een computerdiskette, maar is kleiner van afmeting. Op deze schijfjes wordt het geluid oorspronkelijk gecomprimeerd volgens de ATRAC compressiemethode. MiniDisc beschikt over diverse montagemogelijkheden, zoals het verwijderen, verplaatsen, splitsen, plakken van geluidsfragementen of hele tracks. Daarbij beschikt het over de mogelijkheid om bij elke track een titel in te voeren, die op het display van de speler wordt getoond. Pas aan het einde van de jaren negentig krijgt MiniDisc enige bekendheid bij het publiek, toch blijft het grote succes uit. De MiniDisc werd lange tijd bij radiostations gebruikt voor het afspelen van jingles.
1994: De eerste commerciële cd-brander komt op de markt.
1995: De eerste opneembare cd’s worden verkocht. Aanvankelijk kostte een enkele cd 25 gulden (ca. € 11,50), de prijs wordt lager op termijn.
1995: Het Fraunhofer-instituut introduceert een codec die, met een twee jaar eerder gestandaardiseerd algoritme, onder andere muziek sterk kan comprimeren. Men noemt deze techniek MPEG-1 Layer 3, en de bestanden krijgen de extensie ".mp3". MPEG is de afkorting van Moving Pictures Experts Group, een organisatie die standaarden vastlegt voor het comprimeren van audio- en videobestanden. Afhankelijk van de gekozen compressiesterkte, kunnen met MP3, tot circa tien ongecomprimeerde audio-cd’s op één cd worden opgeslagen, waarbij de geluidskwaliteit op een acceptabel niveau blijft. Door de relatief kleine afmeting van de geluidsbestanden, is MP3 bijzonder geschikt voor het overdragen van muziek en geluid via internet.
1998: Het Zuid-Koreaanse bedrijf "SaeHan Information Systems" brengt de eerste mp3-speler op de markt. Het flashgeheugen kan 32Mb aan data bevatten.
1999: De Super audio cd (sacd) wordt gepresenteerd. Deze nieuwe generatie van audio Compact Discs kan 4,7 GB aan ongecomprimeerde data bevatten. Op een super audio-cd worden de data opgeslagen in het DSD (Direct Stream Digital)-formaat. Hierin worden de data niet gecomprimeerd, en maakt de Noise Shaping techniek een dynamisch bereik van 120 dB mogelijk, wat een grote verbetering betekent in de weergave van details. Daarnaast ondersteunt het DSD-formaat ook meersporenopnamen, zoals 5.1 surround sound.
De sacd kent drie formaten:
1. De enkellaags-sacd, met alleen het DSD-signaal, met plaats voor 4,7 GB aan gegevens,
2. De dubbellaags-sacd, die logischerwijs meer data kan opslaan (ongeveer 8,5 GB),
3. De hybride enkellaags-sacd, die naast het DSD-signaal ook een conventioneel PCM-signaal bevat. Hierdoor is deze schijf ook af te spelen in een conventionele cd-speler.

Diverse albums uit het verleden worden opnieuw gemixt, zodat zij op sacd-formaat uitgegeven kunnen worden. Een van de eerste albums die op sacd verscheen was The Dark Side Of The Moon van Pink Floyd. De reacties op het sacd-formaat zijn zeer positief. Vele bands zullen de komende jaren gebruikmaken van deze sacd, die men trouwens ook kan beveiligen tegen het kopiëren. Voor het afspelen en weergeven van de sacd is speciale apparatuur nodig; je kan de sacd meestal wel via een normale cd-speler afspelen, maar dan hoor je het specifieke sacd-geluid niet; soms is het echter niet mogelijk de sacd af te spelen op normale cd-apparatuur.
Ook in de klassieke muziek wordt dit medium als ideaal beschouwd. De prijs is echter hoger dan die van de normale cd.

### 2000-heden
2000: Introductie van de USB-stick, waarbij de eerste uitvoering een geheugen van 8 MB bevat. De mp3-speler doet zijn intrede. Daarmee vervalt eigenlijk de geluidsdrager, omdat de muziek wordt opgeslagen in het apparaat zelf en niet op een aparte geluidsdrager.
2001: Apple brengt de eerste iPod mediaspeler op de markt. Deze hebben een harde schijf en kunnen veel meer opslaan dan de mp3-spelers van die tijd.
2006: Sony brengt het tot nu toe laatste minidiscapparaat uit.
2008: Sony en EMI kondigen aan in het komende jaar te stoppen met de productie van de cd-single.

### De toekomst
Doordat de muziekindustrie laat heeft ingezien dat de toekomst van de geluidsdrager ligt in het downloaden of streaming beluisteren van muziek, heeft men in de laatste jaren een grote schade en achterstand opgelopen. Met name MP3-bestanden zijn volop te vinden op het internet. Naar verwachting zal in de komende jaren de fysieke geluidsdrager zoals we die nu kennen, verder verdrongen worden door deze online technieken.